# 吉見乾海

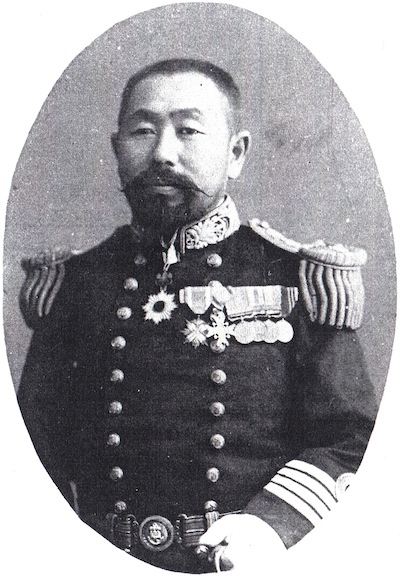
吉見乾海

吉見 乾海（よしみ けんかい / のりみ、 1864年12月16日（元治元年11月18日）- 1942年（昭和17年）11月29日）は、日本の海軍軍人、教育者。最終階級は海軍中将。海城学園第2代理事長、海城中学校校長。

## 経歴
現在の新潟県長岡市出身。海軍兵学校に首席入校し、12期を卒業。同期に有馬良橘大将、山屋他人大将がいる。海軍大臣官房人事課僚在職中の1897年（明治30年）12月1日、海軍少佐に進級。「浅間」回航委員として英国出張。帰国後横須賀鎮守府艦隊参謀、「明石」副長、佐世保鎮守府参謀、「敷島」副長を歴任し、海兵教頭兼監事長在職中の1905年（明治38年）8月5日、海軍大佐へ進級。「秋津洲」艦長、海軍大学校選科学生、「周防」艦長、旅順工作部長、佐世保海軍工廠造兵部長と進み、1911年（明治44年）12月1日海軍少将。呉海軍工廠水雷部長、造兵廠長を歴任。1915年（大正4年）12月1日、海軍中将昇進と同時に予備役編入となる。
その後は海城学園の経営にあたる。同学園の創立者である古賀喜三郎は当初同じ佐賀藩出身で娘婿の江頭安太郎を後継者と決めていたが江頭は軍務局長在任中47歳で病没。そこで江頭の同期生である吉見に後を託すこととなった。吉見は理事長・校長として1942年（昭和17年）に亡くなるまで在任した。

## 栄典
位階
- 1891年（明治24年）1月29日 - 正八位[3]
- 1892年（明治25年）3月23日 - 正七位[4]
- 1900年（明治33年）12月5日 - 正六位[5]
- 1905年（明治38年）9月12日 - 従五位[6]
- 1910年（明治43年）10月21日 - 正五位[7]

勲章等
- 1901年（明治34年）12月28日 - 勲四等旭日小綬章[8]
- 1902年（明治35年）5月10日 - 明治三十三年従軍記章[9]
- 1906年（明治39年）4月1日 - 功四級金鵄勲章・勲三等旭日中綬章・明治三十七八年従軍記章[10]
- 1915年（大正4年）11月7日 - 勲二等旭日重光章・大正三四年従軍記章[11]
- 1919年（大正8年）12月15日 - 戦捷記章[12]
- 1915年（大正4年）11月10日 - 大礼記念章（大正）[13]
- 1940年（昭和15年）8月15日 - 紀元二千六百年祝典記念章[14]

## 親族
父・吉見雲台は越後長岡藩医で戊辰戦争に従軍し戦死した。自刃を図った白虎隊士・飯沼貞吉を治療している。長男・吉見信一は海軍少将となり、太平洋戦争後に医師となった。